# سمیح آیدیلک
سمیح آیدیلک (انگلیسی: Semih Aydilek؛ زادهٔ ۱۶ ژانویهٔ ۱۹۸۹) بازیکن فوتبال اهل ترکیه است.
از باشگاه‌هایی که در آن بازی کرده‌است می‌توان به باشگاه فوتبال غازی عینتاب‌اسپور، باشگاه فوتبال قونیه‌اسپور، باشگاه فوتبال مادرول، باشگاه فوتبال بیرمنگام سیتی، باشگاه فوتبال آینتراخت فرانکفورت، و باشگاه فوتبال قیصریه‌اسپور اشاره کرد.
وی همچنین در تیم‌های ملی فوتبال جوانان ترکیه، جوانان ترکیه، جوانان آلمان، و جوانان آلمان، بازی کرده‌است.

## یادکرد ویکی‌پدیا
- مشارکت‌کنندگان ویکی‌پدیا. «Semih Aydilek». در دانشنامهٔ ویکی‌پدیای انگلیسی، بازبینی‌شده در ۱۳ آوریل ۲۰۲۲.